# Un’australiana a Roma
Un’australiana a Roma es una película de comedia de 1987, dirigida por Sergio Martino, escrita por Massimo De Rita, Lorraine De Selle y Luigi Spagnol, musicalizada por Luciano Michelini, en la fotografía estuvo Roberto Gerardi y los protagonistas son Massimo Ciavarro, Nicole Kidman y Lara Wendel, entre otros. El filme fue realizado por la RAI, se estrenó el 5 de junio de 1987.

## Sinopsis
Dos turistas de Australia llegan a Roma, ellas descubrirán las maravillas escondidas del lugar mediante la ayuda de un valiente joven que las orientará.